# Маршалл, Фрэнк Джеймс
Фрэнк Джеймс Ма́ршалл (англ. Frank James Marshall, 10 августа 1877 года, Нью-Йорк, США — 9 ноября 1944 года, там же) — американский шахматист, один из сильнейших в мире в начале XX века и сильнейший в США после смерти Гарри Пильсбери. Шахматный теоретик.

## Биография
Играть в шахматы начал в Канаде, где в 1894 году стал чемпионом Монреальского шахматного клуба. По возвращении в США завоевал звание чемпиона Бруклинского шахматного клуба (1899). Победил в однокруговом турнире на шахматном конгрессе в Лондоне (1899). В 1900 в Париже разделил 3—4-е места с Г. Мароци и 28 мая нанёс единственное поражение победителю турнира Эм. Ласкеру. Эта победа ввела его в число членов символического клуба победителей чемпионов мира Михаила Чигорина.
В 1903 в Вене (гамбитный турнир) занял 2-е место. В 1904 на турнире в Монте-Карло занял 3-е место, а в Кембридж-Спрингсе стал победителем (наивысший спортивных успех), опередив на 2 очка Эм. Ласкера и Д. Яновского. За победу в турнире американских мастеров (Сент-Луис, 1904) удостоен звания чемпиона США, от которого, однако, отказался, так как в соревновании не участвовал Г. Пильсбери.
Лучшие результаты в других турнирах: Схевенинген (1905) — 1-е; Бармен (ныне в составе Вупперталя, 1905) — 3-е; Нюрнберг (1906) — 1-е; Остенде (1907) — 3—4-е; Париж (1907) — 1—2-е; Дюссельдорф (1908) — 1-е; Лодзь (1908, матч-турнир) — 2-е; Нью-Йорк (1911) — 1-е; Пьештяни (1912) — 3-е; Будапешт (теоретический турнир, 1912) — 1—2-е; Гавана (1913) — 1-е (впереди X. Р. Капабланки и Д. Яновского); Нью-Йорк (1913) — 1-е и дважды — 2-е; Петербург (1914) — 5-е; Нью-Йорк (1915, 1918 и 1924) — 2-е, 3-е и 4-е; Москва (1925) — 4-е; Чикаго (1926) — 1-е; Лондон (1927) — 3-е; Будапешт (1928) — 2-е; Гастингс (1928/1929) — 1—3-е места. Всего на счету Маршалла свыше 60 турниров.
Выиграл 15 матчей из 23 сыгранных (1 матч закончил вничью). Однако в матче на первенство мира (1907) был разгромлен Эм. Ласкером (+0 −8 =7); крупные поражения потерпел также в матчах с 3. Таррашем (1905; +1 −8 =8) и Х. Р. Капабланкой (1909; +1 −8 =14). Его соперниками в остальных матчах были Д. Яновский (1899; +1 −3 =0; 1905, +8 −5 =4; 1908, +2 −5 =3; 1912, +6 −2 =2; 1916, +4 −1 =3); Р. Тейхман (1902; +2 −0 =3); А. Рубинштейн (1908; +3 −4 =1); Ж. Мизес (1908; +5 −4 =1); О. Дурас (1913; +3 −1 =1). В 1909, победив в матче Дж. Шовальтера (+7 −2 =3), стал чемпионом США. В 1936, будучи непобеждённым, сложил с себя звание чемпиона, выразив пожелание, чтобы в дальнейшем оно разыгрывалось в турнирах. Участник ряда всемирных олимпиад.
Оригинальность стиля игры Маршалла позволила М. Видмару назвать его «Дон Кихотом шахмат», а С. Тартаковеру — «жонглёром комбинаций». Партии Маршалла полны неожиданных замыслов, комбинаций, тонких ловушек. Эффектные комбинации принесли ему много призов «за красоту». «Самым красивым ходом» Маршалл назвал свой 23-й ход в партии с С. Левитским (белые, Бреслау, 1912):
|   | a | b | c | d | e | f | g | h |   |
| - | --- | --- | --- | --- | --- | --- | --- | --- | - |
| 8 | f8 чёрная ладья · g8 чёрный король · a7 чёрная пешка · b7 чёрная пешка · g7 чёрная пешка · h7 чёрная пешка · e6 чёрная пешка · f6 чёрная ладья · e5 белая ладья · h5 белый ферзь · d4 чёрный конь · c3 чёрный ферзь · h3 белый слон · a2 белая пешка · c2 белая пешка · f2 белая пешка · g2 белая пешка · h2 белая пешка · f1 белая ладья · g1 белый король | f8 чёрная ладья · g8 чёрный король · a7 чёрная пешка · b7 чёрная пешка · g7 чёрная пешка · h7 чёрная пешка · e6 чёрная пешка · f6 чёрная ладья · e5 белая ладья · h5 белый ферзь · d4 чёрный конь · c3 чёрный ферзь · h3 белый слон · a2 белая пешка · c2 белая пешка · f2 белая пешка · g2 белая пешка · h2 белая пешка · f1 белая ладья · g1 белый король | f8 чёрная ладья · g8 чёрный король · a7 чёрная пешка · b7 чёрная пешка · g7 чёрная пешка · h7 чёрная пешка · e6 чёрная пешка · f6 чёрная ладья · e5 белая ладья · h5 белый ферзь · d4 чёрный конь · c3 чёрный ферзь · h3 белый слон · a2 белая пешка · c2 белая пешка · f2 белая пешка · g2 белая пешка · h2 белая пешка · f1 белая ладья · g1 белый король | f8 чёрная ладья · g8 чёрный король · a7 чёрная пешка · b7 чёрная пешка · g7 чёрная пешка · h7 чёрная пешка · e6 чёрная пешка · f6 чёрная ладья · e5 белая ладья · h5 белый ферзь · d4 чёрный конь · c3 чёрный ферзь · h3 белый слон · a2 белая пешка · c2 белая пешка · f2 белая пешка · g2 белая пешка · h2 белая пешка · f1 белая ладья · g1 белый король | f8 чёрная ладья · g8 чёрный король · a7 чёрная пешка · b7 чёрная пешка · g7 чёрная пешка · h7 чёрная пешка · e6 чёрная пешка · f6 чёрная ладья · e5 белая ладья · h5 белый ферзь · d4 чёрный конь · c3 чёрный ферзь · h3 белый слон · a2 белая пешка · c2 белая пешка · f2 белая пешка · g2 белая пешка · h2 белая пешка · f1 белая ладья · g1 белый король | f8 чёрная ладья · g8 чёрный король · a7 чёрная пешка · b7 чёрная пешка · g7 чёрная пешка · h7 чёрная пешка · e6 чёрная пешка · f6 чёрная ладья · e5 белая ладья · h5 белый ферзь · d4 чёрный конь · c3 чёрный ферзь · h3 белый слон · a2 белая пешка · c2 белая пешка · f2 белая пешка · g2 белая пешка · h2 белая пешка · f1 белая ладья · g1 белый король | f8 чёрная ладья · g8 чёрный король · a7 чёрная пешка · b7 чёрная пешка · g7 чёрная пешка · h7 чёрная пешка · e6 чёрная пешка · f6 чёрная ладья · e5 белая ладья · h5 белый ферзь · d4 чёрный конь · c3 чёрный ферзь · h3 белый слон · a2 белая пешка · c2 белая пешка · f2 белая пешка · g2 белая пешка · h2 белая пешка · f1 белая ладья · g1 белый король | f8 чёрная ладья · g8 чёрный король · a7 чёрная пешка · b7 чёрная пешка · g7 чёрная пешка · h7 чёрная пешка · e6 чёрная пешка · f6 чёрная ладья · e5 белая ладья · h5 белый ферзь · d4 чёрный конь · c3 чёрный ферзь · h3 белый слон · a2 белая пешка · c2 белая пешка · f2 белая пешка · g2 белая пешка · h2 белая пешка · f1 белая ладья · g1 белый король | 8 |
| 7 | f8 чёрная ладья · g8 чёрный король · a7 чёрная пешка · b7 чёрная пешка · g7 чёрная пешка · h7 чёрная пешка · e6 чёрная пешка · f6 чёрная ладья · e5 белая ладья · h5 белый ферзь · d4 чёрный конь · c3 чёрный ферзь · h3 белый слон · a2 белая пешка · c2 белая пешка · f2 белая пешка · g2 белая пешка · h2 белая пешка · f1 белая ладья · g1 белый король | f8 чёрная ладья · g8 чёрный король · a7 чёрная пешка · b7 чёрная пешка · g7 чёрная пешка · h7 чёрная пешка · e6 чёрная пешка · f6 чёрная ладья · e5 белая ладья · h5 белый ферзь · d4 чёрный конь · c3 чёрный ферзь · h3 белый слон · a2 белая пешка · c2 белая пешка · f2 белая пешка · g2 белая пешка · h2 белая пешка · f1 белая ладья · g1 белый король | f8 чёрная ладья · g8 чёрный король · a7 чёрная пешка · b7 чёрная пешка · g7 чёрная пешка · h7 чёрная пешка · e6 чёрная пешка · f6 чёрная ладья · e5 белая ладья · h5 белый ферзь · d4 чёрный конь · c3 чёрный ферзь · h3 белый слон · a2 белая пешка · c2 белая пешка · f2 белая пешка · g2 белая пешка · h2 белая пешка · f1 белая ладья · g1 белый король | f8 чёрная ладья · g8 чёрный король · a7 чёрная пешка · b7 чёрная пешка · g7 чёрная пешка · h7 чёрная пешка · e6 чёрная пешка · f6 чёрная ладья · e5 белая ладья · h5 белый ферзь · d4 чёрный конь · c3 чёрный ферзь · h3 белый слон · a2 белая пешка · c2 белая пешка · f2 белая пешка · g2 белая пешка · h2 белая пешка · f1 белая ладья · g1 белый король | f8 чёрная ладья · g8 чёрный король · a7 чёрная пешка · b7 чёрная пешка · g7 чёрная пешка · h7 чёрная пешка · e6 чёрная пешка · f6 чёрная ладья · e5 белая ладья · h5 белый ферзь · d4 чёрный конь · c3 чёрный ферзь · h3 белый слон · a2 белая пешка · c2 белая пешка · f2 белая пешка · g2 белая пешка · h2 белая пешка · f1 белая ладья · g1 белый король | f8 чёрная ладья · g8 чёрный король · a7 чёрная пешка · b7 чёрная пешка · g7 чёрная пешка · h7 чёрная пешка · e6 чёрная пешка · f6 чёрная ладья · e5 белая ладья · h5 белый ферзь · d4 чёрный конь · c3 чёрный ферзь · h3 белый слон · a2 белая пешка · c2 белая пешка · f2 белая пешка · g2 белая пешка · h2 белая пешка · f1 белая ладья · g1 белый король | f8 чёрная ладья · g8 чёрный король · a7 чёрная пешка · b7 чёрная пешка · g7 чёрная пешка · h7 чёрная пешка · e6 чёрная пешка · f6 чёрная ладья · e5 белая ладья · h5 белый ферзь · d4 чёрный конь · c3 чёрный ферзь · h3 белый слон · a2 белая пешка · c2 белая пешка · f2 белая пешка · g2 белая пешка · h2 белая пешка · f1 белая ладья · g1 белый король | f8 чёрная ладья · g8 чёрный король · a7 чёрная пешка · b7 чёрная пешка · g7 чёрная пешка · h7 чёрная пешка · e6 чёрная пешка · f6 чёрная ладья · e5 белая ладья · h5 белый ферзь · d4 чёрный конь · c3 чёрный ферзь · h3 белый слон · a2 белая пешка · c2 белая пешка · f2 белая пешка · g2 белая пешка · h2 белая пешка · f1 белая ладья · g1 белый король | 7 |
| 6 | f8 чёрная ладья · g8 чёрный король · a7 чёрная пешка · b7 чёрная пешка · g7 чёрная пешка · h7 чёрная пешка · e6 чёрная пешка · f6 чёрная ладья · e5 белая ладья · h5 белый ферзь · d4 чёрный конь · c3 чёрный ферзь · h3 белый слон · a2 белая пешка · c2 белая пешка · f2 белая пешка · g2 белая пешка · h2 белая пешка · f1 белая ладья · g1 белый король | f8 чёрная ладья · g8 чёрный король · a7 чёрная пешка · b7 чёрная пешка · g7 чёрная пешка · h7 чёрная пешка · e6 чёрная пешка · f6 чёрная ладья · e5 белая ладья · h5 белый ферзь · d4 чёрный конь · c3 чёрный ферзь · h3 белый слон · a2 белая пешка · c2 белая пешка · f2 белая пешка · g2 белая пешка · h2 белая пешка · f1 белая ладья · g1 белый король | f8 чёрная ладья · g8 чёрный король · a7 чёрная пешка · b7 чёрная пешка · g7 чёрная пешка · h7 чёрная пешка · e6 чёрная пешка · f6 чёрная ладья · e5 белая ладья · h5 белый ферзь · d4 чёрный конь · c3 чёрный ферзь · h3 белый слон · a2 белая пешка · c2 белая пешка · f2 белая пешка · g2 белая пешка · h2 белая пешка · f1 белая ладья · g1 белый король | f8 чёрная ладья · g8 чёрный король · a7 чёрная пешка · b7 чёрная пешка · g7 чёрная пешка · h7 чёрная пешка · e6 чёрная пешка · f6 чёрная ладья · e5 белая ладья · h5 белый ферзь · d4 чёрный конь · c3 чёрный ферзь · h3 белый слон · a2 белая пешка · c2 белая пешка · f2 белая пешка · g2 белая пешка · h2 белая пешка · f1 белая ладья · g1 белый король | f8 чёрная ладья · g8 чёрный король · a7 чёрная пешка · b7 чёрная пешка · g7 чёрная пешка · h7 чёрная пешка · e6 чёрная пешка · f6 чёрная ладья · e5 белая ладья · h5 белый ферзь · d4 чёрный конь · c3 чёрный ферзь · h3 белый слон · a2 белая пешка · c2 белая пешка · f2 белая пешка · g2 белая пешка · h2 белая пешка · f1 белая ладья · g1 белый король | f8 чёрная ладья · g8 чёрный король · a7 чёрная пешка · b7 чёрная пешка · g7 чёрная пешка · h7 чёрная пешка · e6 чёрная пешка · f6 чёрная ладья · e5 белая ладья · h5 белый ферзь · d4 чёрный конь · c3 чёрный ферзь · h3 белый слон · a2 белая пешка · c2 белая пешка · f2 белая пешка · g2 белая пешка · h2 белая пешка · f1 белая ладья · g1 белый король | f8 чёрная ладья · g8 чёрный король · a7 чёрная пешка · b7 чёрная пешка · g7 чёрная пешка · h7 чёрная пешка · e6 чёрная пешка · f6 чёрная ладья · e5 белая ладья · h5 белый ферзь · d4 чёрный конь · c3 чёрный ферзь · h3 белый слон · a2 белая пешка · c2 белая пешка · f2 белая пешка · g2 белая пешка · h2 белая пешка · f1 белая ладья · g1 белый король | f8 чёрная ладья · g8 чёрный король · a7 чёрная пешка · b7 чёрная пешка · g7 чёрная пешка · h7 чёрная пешка · e6 чёрная пешка · f6 чёрная ладья · e5 белая ладья · h5 белый ферзь · d4 чёрный конь · c3 чёрный ферзь · h3 белый слон · a2 белая пешка · c2 белая пешка · f2 белая пешка · g2 белая пешка · h2 белая пешка · f1 белая ладья · g1 белый король | 6 |
| 5 | f8 чёрная ладья · g8 чёрный король · a7 чёрная пешка · b7 чёрная пешка · g7 чёрная пешка · h7 чёрная пешка · e6 чёрная пешка · f6 чёрная ладья · e5 белая ладья · h5 белый ферзь · d4 чёрный конь · c3 чёрный ферзь · h3 белый слон · a2 белая пешка · c2 белая пешка · f2 белая пешка · g2 белая пешка · h2 белая пешка · f1 белая ладья · g1 белый король | f8 чёрная ладья · g8 чёрный король · a7 чёрная пешка · b7 чёрная пешка · g7 чёрная пешка · h7 чёрная пешка · e6 чёрная пешка · f6 чёрная ладья · e5 белая ладья · h5 белый ферзь · d4 чёрный конь · c3 чёрный ферзь · h3 белый слон · a2 белая пешка · c2 белая пешка · f2 белая пешка · g2 белая пешка · h2 белая пешка · f1 белая ладья · g1 белый король | f8 чёрная ладья · g8 чёрный король · a7 чёрная пешка · b7 чёрная пешка · g7 чёрная пешка · h7 чёрная пешка · e6 чёрная пешка · f6 чёрная ладья · e5 белая ладья · h5 белый ферзь · d4 чёрный конь · c3 чёрный ферзь · h3 белый слон · a2 белая пешка · c2 белая пешка · f2 белая пешка · g2 белая пешка · h2 белая пешка · f1 белая ладья · g1 белый король | f8 чёрная ладья · g8 чёрный король · a7 чёрная пешка · b7 чёрная пешка · g7 чёрная пешка · h7 чёрная пешка · e6 чёрная пешка · f6 чёрная ладья · e5 белая ладья · h5 белый ферзь · d4 чёрный конь · c3 чёрный ферзь · h3 белый слон · a2 белая пешка · c2 белая пешка · f2 белая пешка · g2 белая пешка · h2 белая пешка · f1 белая ладья · g1 белый король | f8 чёрная ладья · g8 чёрный король · a7 чёрная пешка · b7 чёрная пешка · g7 чёрная пешка · h7 чёрная пешка · e6 чёрная пешка · f6 чёрная ладья · e5 белая ладья · h5 белый ферзь · d4 чёрный конь · c3 чёрный ферзь · h3 белый слон · a2 белая пешка · c2 белая пешка · f2 белая пешка · g2 белая пешка · h2 белая пешка · f1 белая ладья · g1 белый король | f8 чёрная ладья · g8 чёрный король · a7 чёрная пешка · b7 чёрная пешка · g7 чёрная пешка · h7 чёрная пешка · e6 чёрная пешка · f6 чёрная ладья · e5 белая ладья · h5 белый ферзь · d4 чёрный конь · c3 чёрный ферзь · h3 белый слон · a2 белая пешка · c2 белая пешка · f2 белая пешка · g2 белая пешка · h2 белая пешка · f1 белая ладья · g1 белый король | f8 чёрная ладья · g8 чёрный король · a7 чёрная пешка · b7 чёрная пешка · g7 чёрная пешка · h7 чёрная пешка · e6 чёрная пешка · f6 чёрная ладья · e5 белая ладья · h5 белый ферзь · d4 чёрный конь · c3 чёрный ферзь · h3 белый слон · a2 белая пешка · c2 белая пешка · f2 белая пешка · g2 белая пешка · h2 белая пешка · f1 белая ладья · g1 белый король | f8 чёрная ладья · g8 чёрный король · a7 чёрная пешка · b7 чёрная пешка · g7 чёрная пешка · h7 чёрная пешка · e6 чёрная пешка · f6 чёрная ладья · e5 белая ладья · h5 белый ферзь · d4 чёрный конь · c3 чёрный ферзь · h3 белый слон · a2 белая пешка · c2 белая пешка · f2 белая пешка · g2 белая пешка · h2 белая пешка · f1 белая ладья · g1 белый король | 5 |
| 4 | f8 чёрная ладья · g8 чёрный король · a7 чёрная пешка · b7 чёрная пешка · g7 чёрная пешка · h7 чёрная пешка · e6 чёрная пешка · f6 чёрная ладья · e5 белая ладья · h5 белый ферзь · d4 чёрный конь · c3 чёрный ферзь · h3 белый слон · a2 белая пешка · c2 белая пешка · f2 белая пешка · g2 белая пешка · h2 белая пешка · f1 белая ладья · g1 белый король | f8 чёрная ладья · g8 чёрный король · a7 чёрная пешка · b7 чёрная пешка · g7 чёрная пешка · h7 чёрная пешка · e6 чёрная пешка · f6 чёрная ладья · e5 белая ладья · h5 белый ферзь · d4 чёрный конь · c3 чёрный ферзь · h3 белый слон · a2 белая пешка · c2 белая пешка · f2 белая пешка · g2 белая пешка · h2 белая пешка · f1 белая ладья · g1 белый король | f8 чёрная ладья · g8 чёрный король · a7 чёрная пешка · b7 чёрная пешка · g7 чёрная пешка · h7 чёрная пешка · e6 чёрная пешка · f6 чёрная ладья · e5 белая ладья · h5 белый ферзь · d4 чёрный конь · c3 чёрный ферзь · h3 белый слон · a2 белая пешка · c2 белая пешка · f2 белая пешка · g2 белая пешка · h2 белая пешка · f1 белая ладья · g1 белый король | f8 чёрная ладья · g8 чёрный король · a7 чёрная пешка · b7 чёрная пешка · g7 чёрная пешка · h7 чёрная пешка · e6 чёрная пешка · f6 чёрная ладья · e5 белая ладья · h5 белый ферзь · d4 чёрный конь · c3 чёрный ферзь · h3 белый слон · a2 белая пешка · c2 белая пешка · f2 белая пешка · g2 белая пешка · h2 белая пешка · f1 белая ладья · g1 белый король | f8 чёрная ладья · g8 чёрный король · a7 чёрная пешка · b7 чёрная пешка · g7 чёрная пешка · h7 чёрная пешка · e6 чёрная пешка · f6 чёрная ладья · e5 белая ладья · h5 белый ферзь · d4 чёрный конь · c3 чёрный ферзь · h3 белый слон · a2 белая пешка · c2 белая пешка · f2 белая пешка · g2 белая пешка · h2 белая пешка · f1 белая ладья · g1 белый король | f8 чёрная ладья · g8 чёрный король · a7 чёрная пешка · b7 чёрная пешка · g7 чёрная пешка · h7 чёрная пешка · e6 чёрная пешка · f6 чёрная ладья · e5 белая ладья · h5 белый ферзь · d4 чёрный конь · c3 чёрный ферзь · h3 белый слон · a2 белая пешка · c2 белая пешка · f2 белая пешка · g2 белая пешка · h2 белая пешка · f1 белая ладья · g1 белый король | f8 чёрная ладья · g8 чёрный король · a7 чёрная пешка · b7 чёрная пешка · g7 чёрная пешка · h7 чёрная пешка · e6 чёрная пешка · f6 чёрная ладья · e5 белая ладья · h5 белый ферзь · d4 чёрный конь · c3 чёрный ферзь · h3 белый слон · a2 белая пешка · c2 белая пешка · f2 белая пешка · g2 белая пешка · h2 белая пешка · f1 белая ладья · g1 белый король | f8 чёрная ладья · g8 чёрный король · a7 чёрная пешка · b7 чёрная пешка · g7 чёрная пешка · h7 чёрная пешка · e6 чёрная пешка · f6 чёрная ладья · e5 белая ладья · h5 белый ферзь · d4 чёрный конь · c3 чёрный ферзь · h3 белый слон · a2 белая пешка · c2 белая пешка · f2 белая пешка · g2 белая пешка · h2 белая пешка · f1 белая ладья · g1 белый король | 4 |
| 3 | f8 чёрная ладья · g8 чёрный король · a7 чёрная пешка · b7 чёрная пешка · g7 чёрная пешка · h7 чёрная пешка · e6 чёрная пешка · f6 чёрная ладья · e5 белая ладья · h5 белый ферзь · d4 чёрный конь · c3 чёрный ферзь · h3 белый слон · a2 белая пешка · c2 белая пешка · f2 белая пешка · g2 белая пешка · h2 белая пешка · f1 белая ладья · g1 белый король | f8 чёрная ладья · g8 чёрный король · a7 чёрная пешка · b7 чёрная пешка · g7 чёрная пешка · h7 чёрная пешка · e6 чёрная пешка · f6 чёрная ладья · e5 белая ладья · h5 белый ферзь · d4 чёрный конь · c3 чёрный ферзь · h3 белый слон · a2 белая пешка · c2 белая пешка · f2 белая пешка · g2 белая пешка · h2 белая пешка · f1 белая ладья · g1 белый король | f8 чёрная ладья · g8 чёрный король · a7 чёрная пешка · b7 чёрная пешка · g7 чёрная пешка · h7 чёрная пешка · e6 чёрная пешка · f6 чёрная ладья · e5 белая ладья · h5 белый ферзь · d4 чёрный конь · c3 чёрный ферзь · h3 белый слон · a2 белая пешка · c2 белая пешка · f2 белая пешка · g2 белая пешка · h2 белая пешка · f1 белая ладья · g1 белый король | f8 чёрная ладья · g8 чёрный король · a7 чёрная пешка · b7 чёрная пешка · g7 чёрная пешка · h7 чёрная пешка · e6 чёрная пешка · f6 чёрная ладья · e5 белая ладья · h5 белый ферзь · d4 чёрный конь · c3 чёрный ферзь · h3 белый слон · a2 белая пешка · c2 белая пешка · f2 белая пешка · g2 белая пешка · h2 белая пешка · f1 белая ладья · g1 белый король | f8 чёрная ладья · g8 чёрный король · a7 чёрная пешка · b7 чёрная пешка · g7 чёрная пешка · h7 чёрная пешка · e6 чёрная пешка · f6 чёрная ладья · e5 белая ладья · h5 белый ферзь · d4 чёрный конь · c3 чёрный ферзь · h3 белый слон · a2 белая пешка · c2 белая пешка · f2 белая пешка · g2 белая пешка · h2 белая пешка · f1 белая ладья · g1 белый король | f8 чёрная ладья · g8 чёрный король · a7 чёрная пешка · b7 чёрная пешка · g7 чёрная пешка · h7 чёрная пешка · e6 чёрная пешка · f6 чёрная ладья · e5 белая ладья · h5 белый ферзь · d4 чёрный конь · c3 чёрный ферзь · h3 белый слон · a2 белая пешка · c2 белая пешка · f2 белая пешка · g2 белая пешка · h2 белая пешка · f1 белая ладья · g1 белый король | f8 чёрная ладья · g8 чёрный король · a7 чёрная пешка · b7 чёрная пешка · g7 чёрная пешка · h7 чёрная пешка · e6 чёрная пешка · f6 чёрная ладья · e5 белая ладья · h5 белый ферзь · d4 чёрный конь · c3 чёрный ферзь · h3 белый слон · a2 белая пешка · c2 белая пешка · f2 белая пешка · g2 белая пешка · h2 белая пешка · f1 белая ладья · g1 белый король | f8 чёрная ладья · g8 чёрный король · a7 чёрная пешка · b7 чёрная пешка · g7 чёрная пешка · h7 чёрная пешка · e6 чёрная пешка · f6 чёрная ладья · e5 белая ладья · h5 белый ферзь · d4 чёрный конь · c3 чёрный ферзь · h3 белый слон · a2 белая пешка · c2 белая пешка · f2 белая пешка · g2 белая пешка · h2 белая пешка · f1 белая ладья · g1 белый король | 3 |
| 2 | f8 чёрная ладья · g8 чёрный король · a7 чёрная пешка · b7 чёрная пешка · g7 чёрная пешка · h7 чёрная пешка · e6 чёрная пешка · f6 чёрная ладья · e5 белая ладья · h5 белый ферзь · d4 чёрный конь · c3 чёрный ферзь · h3 белый слон · a2 белая пешка · c2 белая пешка · f2 белая пешка · g2 белая пешка · h2 белая пешка · f1 белая ладья · g1 белый король | f8 чёрная ладья · g8 чёрный король · a7 чёрная пешка · b7 чёрная пешка · g7 чёрная пешка · h7 чёрная пешка · e6 чёрная пешка · f6 чёрная ладья · e5 белая ладья · h5 белый ферзь · d4 чёрный конь · c3 чёрный ферзь · h3 белый слон · a2 белая пешка · c2 белая пешка · f2 белая пешка · g2 белая пешка · h2 белая пешка · f1 белая ладья · g1 белый король | f8 чёрная ладья · g8 чёрный король · a7 чёрная пешка · b7 чёрная пешка · g7 чёрная пешка · h7 чёрная пешка · e6 чёрная пешка · f6 чёрная ладья · e5 белая ладья · h5 белый ферзь · d4 чёрный конь · c3 чёрный ферзь · h3 белый слон · a2 белая пешка · c2 белая пешка · f2 белая пешка · g2 белая пешка · h2 белая пешка · f1 белая ладья · g1 белый король | f8 чёрная ладья · g8 чёрный король · a7 чёрная пешка · b7 чёрная пешка · g7 чёрная пешка · h7 чёрная пешка · e6 чёрная пешка · f6 чёрная ладья · e5 белая ладья · h5 белый ферзь · d4 чёрный конь · c3 чёрный ферзь · h3 белый слон · a2 белая пешка · c2 белая пешка · f2 белая пешка · g2 белая пешка · h2 белая пешка · f1 белая ладья · g1 белый король | f8 чёрная ладья · g8 чёрный король · a7 чёрная пешка · b7 чёрная пешка · g7 чёрная пешка · h7 чёрная пешка · e6 чёрная пешка · f6 чёрная ладья · e5 белая ладья · h5 белый ферзь · d4 чёрный конь · c3 чёрный ферзь · h3 белый слон · a2 белая пешка · c2 белая пешка · f2 белая пешка · g2 белая пешка · h2 белая пешка · f1 белая ладья · g1 белый король | f8 чёрная ладья · g8 чёрный король · a7 чёрная пешка · b7 чёрная пешка · g7 чёрная пешка · h7 чёрная пешка · e6 чёрная пешка · f6 чёрная ладья · e5 белая ладья · h5 белый ферзь · d4 чёрный конь · c3 чёрный ферзь · h3 белый слон · a2 белая пешка · c2 белая пешка · f2 белая пешка · g2 белая пешка · h2 белая пешка · f1 белая ладья · g1 белый король | f8 чёрная ладья · g8 чёрный король · a7 чёрная пешка · b7 чёрная пешка · g7 чёрная пешка · h7 чёрная пешка · e6 чёрная пешка · f6 чёрная ладья · e5 белая ладья · h5 белый ферзь · d4 чёрный конь · c3 чёрный ферзь · h3 белый слон · a2 белая пешка · c2 белая пешка · f2 белая пешка · g2 белая пешка · h2 белая пешка · f1 белая ладья · g1 белый король | f8 чёрная ладья · g8 чёрный король · a7 чёрная пешка · b7 чёрная пешка · g7 чёрная пешка · h7 чёрная пешка · e6 чёрная пешка · f6 чёрная ладья · e5 белая ладья · h5 белый ферзь · d4 чёрный конь · c3 чёрный ферзь · h3 белый слон · a2 белая пешка · c2 белая пешка · f2 белая пешка · g2 белая пешка · h2 белая пешка · f1 белая ладья · g1 белый король | 2 |
| 1 | f8 чёрная ладья · g8 чёрный король · a7 чёрная пешка · b7 чёрная пешка · g7 чёрная пешка · h7 чёрная пешка · e6 чёрная пешка · f6 чёрная ладья · e5 белая ладья · h5 белый ферзь · d4 чёрный конь · c3 чёрный ферзь · h3 белый слон · a2 белая пешка · c2 белая пешка · f2 белая пешка · g2 белая пешка · h2 белая пешка · f1 белая ладья · g1 белый король | f8 чёрная ладья · g8 чёрный король · a7 чёрная пешка · b7 чёрная пешка · g7 чёрная пешка · h7 чёрная пешка · e6 чёрная пешка · f6 чёрная ладья · e5 белая ладья · h5 белый ферзь · d4 чёрный конь · c3 чёрный ферзь · h3 белый слон · a2 белая пешка · c2 белая пешка · f2 белая пешка · g2 белая пешка · h2 белая пешка · f1 белая ладья · g1 белый король | f8 чёрная ладья · g8 чёрный король · a7 чёрная пешка · b7 чёрная пешка · g7 чёрная пешка · h7 чёрная пешка · e6 чёрная пешка · f6 чёрная ладья · e5 белая ладья · h5 белый ферзь · d4 чёрный конь · c3 чёрный ферзь · h3 белый слон · a2 белая пешка · c2 белая пешка · f2 белая пешка · g2 белая пешка · h2 белая пешка · f1 белая ладья · g1 белый король | f8 чёрная ладья · g8 чёрный король · a7 чёрная пешка · b7 чёрная пешка · g7 чёрная пешка · h7 чёрная пешка · e6 чёрная пешка · f6 чёрная ладья · e5 белая ладья · h5 белый ферзь · d4 чёрный конь · c3 чёрный ферзь · h3 белый слон · a2 белая пешка · c2 белая пешка · f2 белая пешка · g2 белая пешка · h2 белая пешка · f1 белая ладья · g1 белый король | f8 чёрная ладья · g8 чёрный король · a7 чёрная пешка · b7 чёрная пешка · g7 чёрная пешка · h7 чёрная пешка · e6 чёрная пешка · f6 чёрная ладья · e5 белая ладья · h5 белый ферзь · d4 чёрный конь · c3 чёрный ферзь · h3 белый слон · a2 белая пешка · c2 белая пешка · f2 белая пешка · g2 белая пешка · h2 белая пешка · f1 белая ладья · g1 белый король | f8 чёрная ладья · g8 чёрный король · a7 чёрная пешка · b7 чёрная пешка · g7 чёрная пешка · h7 чёрная пешка · e6 чёрная пешка · f6 чёрная ладья · e5 белая ладья · h5 белый ферзь · d4 чёрный конь · c3 чёрный ферзь · h3 белый слон · a2 белая пешка · c2 белая пешка · f2 белая пешка · g2 белая пешка · h2 белая пешка · f1 белая ладья · g1 белый король | f8 чёрная ладья · g8 чёрный король · a7 чёрная пешка · b7 чёрная пешка · g7 чёрная пешка · h7 чёрная пешка · e6 чёрная пешка · f6 чёрная ладья · e5 белая ладья · h5 белый ферзь · d4 чёрный конь · c3 чёрный ферзь · h3 белый слон · a2 белая пешка · c2 белая пешка · f2 белая пешка · g2 белая пешка · h2 белая пешка · f1 белая ладья · g1 белый король | f8 чёрная ладья · g8 чёрный король · a7 чёрная пешка · b7 чёрная пешка · g7 чёрная пешка · h7 чёрная пешка · e6 чёрная пешка · f6 чёрная ладья · e5 белая ладья · h5 белый ферзь · d4 чёрный конь · c3 чёрный ферзь · h3 белый слон · a2 белая пешка · c2 белая пешка · f2 белая пешка · g2 белая пешка · h2 белая пешка · f1 белая ладья · g1 белый король | 1 |
|   | a | b | c | d | e | f | g | h |   |

21. … Лh6 22.Фg5 Л:h3 23.Лс5 Фg3, 0 : 1.
Насыщена комбинационными идеями заключительная часть его партии с Д. Яновским (белые), Биарриц, 1912.
Рискованная игра, стремление к инициативе, атаке, независимо от наличия позиционных предпосылок, явились причиной ряда матчевых и турнирных неудач Маршалла; «Я держусь старого взгляда, что нападение — это лучшая защита. Однако мне всегда приходилось очень трудно с большими мастерами защиты. Порой они причиняли мне неприятности, — но я по-прежнему предпочитаю свой собственный стиль игры» (Маршалл).
Оригинальные идеи Маршалла нашли отражение в дебютных вариантах (его именем названы варианты в ферзевом гамбите (см. защита Маршалла и гамбит Маршалла), а также во французской защите); наиболее интересна контратака Маршалла (см. испанская партия), впервые применённая им против Х. Р. Капабланки (Нью-Йорк, 1918).
Велика роль Маршалла в развитии шахмат в США. В 1915 он организовал шахматный клуб — «Маршалл чесс клаб» и до конца жизни оставался его руководителем. Он был шахматным профессионалом, и его отношение к шахматам лучше всего выражают его собственные слова: «Вся моя жизнь посвящена шахматам. Я играл в них свыше полувека… и сегодня я так же влюблен в шахматы, как был влюблён все эти годы».

## Книги (в русском переводе)
- Шахматы шаг за шагом : Руководство для начинающих. Ленинград : Шахматный листок, 1926. 153 с. (В соавторстве с Г. Мэкбетом) (2-е изд. 1928)
- 50 лет за шахматной доской. Москва : Retorika-A, 1998. 266 с. (Великие шахматисты мира). ISBN 9984-9229-8-7.